# گرنچار (بابوشنیتسا)
گرنچار (به صربی: Grnčar) یک منطقهٔ مسکونی در صربستان است که در Opština Babušnica واقع شده‌است. گرنچار ۱۵۹ نفر جمعیت دارد.